# Joaquina Baus y Laborda
Joaquina Baus y Laborda, död 1852, var en spansk skådespelare och sångare. Hon var engagerad vid de kungliga teatrarna i Madrid, Teatro de la Cruz och Teatro del Príncipe. 
Hon var dotter till teaterregissören Francisco Baus och skådespelerskan Ventura Laborda. Syster till två andra berömda skådespelerskor i sin tid, Antera och Teresa. Hon gifte sig med skådespelare José Tamayo, och blev mor till skådespelare Manuel Tamayo y Baus och skådespelaren Victorino Tamayo. 
Hon betraktas som arvtagare till den framstående skådespelerskan Rita Luna. 